# Mussaenda polyneura
Mussaenda polyneura är en måreväxtart som beskrevs av George King. Mussaenda polyneura ingår i släktet Mussaenda och familjen måreväxter. Inga underarter finns listade i Catalogue of Life.